# Łukasz Górnicki

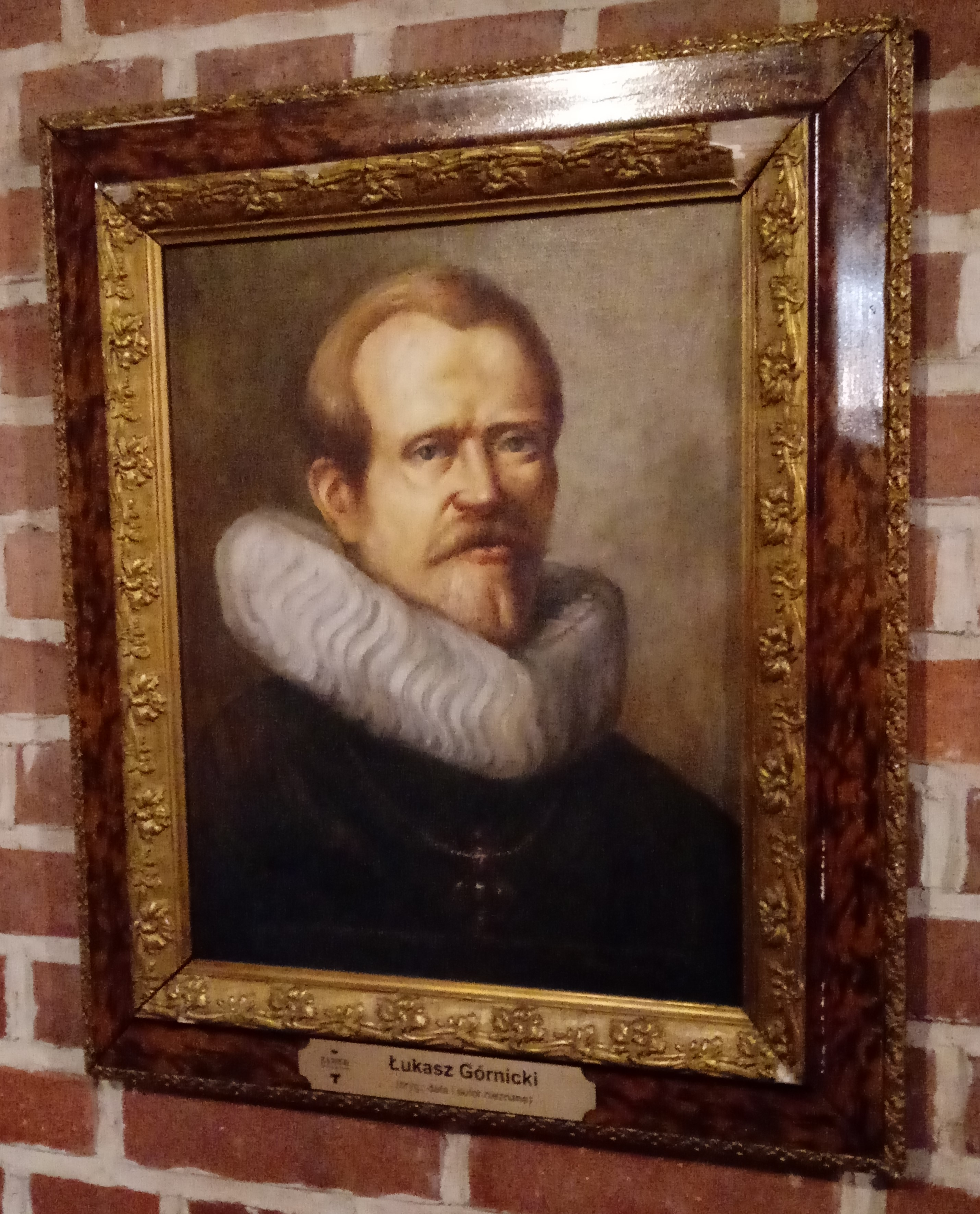

Łukasz Górnicki, född 1527 i Oświęcim, död 22 juli 1603 i Lipniki vid Tykocin, var en polsk författare. 
Górnicki studerade teologi i Kraków och Padua och blev därefter sekreterare hos kung Sigismund II August och präst i Wieliczka. Han upphöjdes 1561 i adligt stånd, utnämndes till kunglig bibliotekarie och 1570 till starosta i Tykocin. 
Górnicki anses som en av den polska "guldålderns" främsta prosaister. Hans mest berömda arbete är Dworzanin polski (Den polske hovmannen), 1566, en översättning och på polska förhållanden tillämpad omarbetning av Baldassarre Castigliones "II cortegniano". Detta ger en idealiserad bild av en dåtida adelsman och av adelssamhället i dess helhet. 
Górnicki författade även ett par politiska skrifter, Rozmowa o elekcyej, o wolności, o prawie i obyczajach polskich (1616), i vilken han kritiserade det gamla, självsvåldiga systemet och valmonarkin, samt Droga do zupełnej wolności (Vägen till fullständig frihet, 1637), i vilken förordas en oligarkisk republik efter venetianskt mönster. Hans polska krönika, Dzieje w koronie polskiej od r. 1538–72 (1637), är en samling anekdoter utan egentligt historiskt värde. Hans samlade verk utkom 1886.